# Captain Corelli's Mandolin
Captain Corelli's Mandolin is een dramafilm uit 2001 onder regie van John Madden. Het verhaal is geïnspireerd op de gelijknamige roman van Louis de Bernières uit 1993. Penélope Cruz werd voor haar hoofdrol in de film genomineerd voor zowel de European Film Award voor beste actrice als voor de Razzie Award voor slechtste actrice.

## Verhaal
Tijdens de Tweede Wereldoorlog verovert Adolf Hitler het westen, terwijl Benito Mussolini het zuiden inneemt. Mussolini's Italiaanse soldaten veroveren het kleine Griekse eiland Kefalonia. De schoonheid van het eiland wordt ruw verstoord door de invasie. Kapitein Antonio Corelli heeft een grote passie voor zijn mandoline en voelt zich meteen thuis op het eilandje, zonder te beseffen wat de aanwezigheid van de soldaten met zich meebrengt voor de dorpelingen. Hij verliest zijn hart aan de Griekse Pelagia, een sterke en goed opgeleide vrouw. Pelagia is voor het hoofd gestoten door het onstuimige en vrije gedrag van de Italiaanse kapitein, maar toch gevoelig voor zijn charmes als ze gedwongen worden de woning van haar vader te delen. Als de verloofde van Pelagia, een visser, het leger ingaat, worden de gevoelens tussen Antonio en Pelagia steeds sterker. Haar schoonheid en wijsheid maken indruk op hem en Corelli begint te twijfelen aan de juistheid van de oorlog. Hij moet iets beslissen wanneer ze worden gedwongen voor hun land of voor hun liefde te kiezen.

## Rolverdeling
| Acteur                 | Personage                 |
| ---------------------- | ------------------------- |
| Nicolas Cage           | Kapitein Antonio Corelli  |
| Penélope Cruz          | Pelagia                   |
| John Hurt              | Dr. Iannis                |
| Christian Bale         | Mandras                   |
| Irene Papas            | Drosoula                  |
| David Morrissey        | Hauptmann Günther Weber   |
| Piero Maggio           | Carlo                     |
| Gerasimos Skiadaressis | Stamatis                  |
| Aspasia Kralli         | Mevrouw Stamatis          |
| Michael Yannatos       | Kokolios                  |
| Dimitris Kaberidis     | Pater Aresenios           |
| Pietro Sarubbi         | Velisarios                |
| Viki Maragaki          | Eleni, Pelagia's vriendin |
| Joanna-Daria Adraktas  | Lemoni                    |
| Ira Tavlaridis         | oudere Lemoni             |
| Katerina Didaskalou    | Lemoni's moeder           |
| Emilios Chilakis       | Dimitris                  |
| Patrick Malahide       | Kolonel Johannes Barge    |